# العلاقات الإستونية الرومانية
العلاقات الإستونية الرومانية هي العلاقات الثنائية التي تجمع بين إستونيا ورومانيا.

## مقارنة بين البلدين
هذه مقارنة عامة ومرجعية للدولتين:
| وجه المقارنة                                              | إستونيا                                                                             | رومانيا                                                                               |
| --------------------------------------------------------- | ----------------------------------------------------------------------------------- | ------------------------------------------------------------------------------------- |
| المساحة (كم2)                                             | 45.34 ألف                                                                           | 238.40 ألف                                                                            |
| عدد السكان (نسمة)                                         | 1.32 مليون                                                                          | 19.59 مليون                                                                           |
| الكثافة السكانية (ن./كم²)                                 | 29.11                                                                               | 82.17                                                                                 |
| العاصمة                                                   | تالين                                                                               | بوخارست                                                                               |
| اللغة الرسمية                                             | اللغة الإستونية                                                                     | اللغة الرومانية                                                                       |
| العملة                                                    | يورو، كرون إستوني، كرون إستوني، المارك الإستوني                                     | ليو روماني                                                                            |
| الناتج المحلي الإجمالي (بليون دولار)                      | 25.92 مليار                                                                         | 211.80 مليار                                                                          |
| الناتج المحلي الإجمالي (تعادل القوة الشرائية) بليون دولار | 38.11 مليار                                                                         | 465.56 مليار                                                                          |
| الناتج المحلي الإجمالي الاسمي للفرد دولار أمريكي          | 17.79 ألف                                                                           | 9.47 ألف                                                                              |
| الناتج المحلي الإجمالي للفرد دولار أمريكي                 | 28.14 ألف                                                                           | 23.63 ألف                                                                             |
| مؤشر التنمية البشرية                                      | 0.871                                                                               | 0.793                                                                                 |
| رمز المكالمات الدولي                                      | +372                                                                                | +40                                                                                   |
| رمز الإنترنت                                              | .ee                                                                                 | .ro                                                                                   |
| المنطقة الزمنية                                           | ت ع م+02:00، ت ع م+03:00، توقيت شرق أوروبا، أوروبا/تالين ‏، توقيت شرق أوروبا الصيفي ‏ | ت ع م+02:00، ت ع م+03:00، أوروبا/بوخارست ‏، توقيت شرق أوروبا، توقيت شرق أوروبا الصيفي ‏ |

## منظمات دولية مشتركة
يشترك البلدان في عضوية مجموعة من المنظمات الدولية، منها:
| علم المنظمة | اسم المنظمة                               | تاريخ انضمام إستونيا | تاريخ انضمام رومانيا |
| ----------- | ----------------------------------------- | -------------------- | -------------------- |
|             | المنظمة الأوروبية لسلامة الملاحة الجوية   | 2015                 | 1996                 |
|             | المنظمة الهيدروغرافية الدولية             | ?                    | ?                    |
|             | منظمة الشرطة الجنائية الدولية             | ?                    | ?                    |
|             | الاتحاد البريدي العالمي                   | ?                    | ?                    |
|             | مركز تنسيق الحركة في أوروبا ‏              | ?                    | ?                    |
|             | حلف شمال الأطلسي                          | 29 مارس 2004         | 29 مارس 2004         |
|             | منظمة التجارة العالمية                    | ?                    | 1995                 |
|             | الفريق المعني برصد الأرض                  | ?                    | ?                    |
|             | مجموعة الموردين النوويين                  | ?                    | ?                    |
|             | مؤسسة التنمية الدولية                     | 11 أكتوبر 2008       | 12 أبريل 2014        |
|             | اتفاقية السماوات المفتوحة                 | ?                    | ?                    |
|             | منظمة الأمن والتعاون في أوروبا            | 10 سبتمبر 1991       | 25 يونيو 1973        |
|             | Strategic Airlift Capability ‏             | ?                    | ?                    |
|             | مؤسسة التمويل الدولية                     | 9 أغسطس 1993         | 23 سبتمبر 1990       |
|             | مجلس أوروبا                               | ?                    | 7 أكتوبر 1993        |
|             | منظمة حظر الأسلحة الكيميائية              | ?                    | ?                    |
|             | الأمم المتحدة                             | 17 سبتمبر 1991       | 14 ديسمبر 1955       |
|             | الاتحاد الدولي للاتصالات                  | 19 مايو 1922         | 9 فبراير 1866        |
|             | الاتحاد الأوروبي                          | 1 مايو 2004          | 2007                 |
|             | البنك الدولي للإنشاء والتعمير             | 23 يونيو 1992        | 15 ديسمبر 1972       |
|             | مجموعة أستراليا                           | 2004                 | 1995                 |
|             | المركز الدولي لتسوية المنازعات الاستشارية | 23 يوليو 1992        | 12 أكتوبر 1975       |
|             | وكالة ضمان الاستثمار متعدد الأطراف        | 24 سبتمبر 1992       | 10 سبتمبر 1992       |
|             | يونسكو                                    | 14 أكتوبر 1991       | 27 يوليو 1956        |

## وصلات خارجية
- موقع وزارة الخارجية الإستونية
- موقع وزارة الخارجية الرومانية